# كونراد نيلسن
كونراد نيلسن (بالنرويجية البوكمول: Konrad Nielsen)‏ هو مترجم وبروفيسور نرويجي، ولد في 28 أغسطس 1875 في Vik, Sømna ‏ في النرويج، وتوفي في 27 نوفمبر 1953 في أوسلو في النرويج.